# Seis Naciones M20 2025
El Seis Naciones M20 de 2025 fue la decimoséptima edición del torneo más importante de rugby en Europa para menores de 20 años.

## Equipos participantes
- Selección juvenil de rugby de Escocia (Escocia M20)
- Selección juvenil de rugby de Francia (Francia M20)
- Selección juvenil de rugby de Gales (Gales M20)
- Selección juvenil de rugby de Inglaterra (Inglaterra M20)
- Selección juvenil de rugby de Irlanda (Irlanda M20)
- Selección juvenil de rugby de Italia (Italia M20)

## Posiciones
| Pos. | Equipo     | Encuentros | Encuentros | Encuentros | Encuentros | Tantos  | Tantos    | Tantos     | Puntos Bonus | Puntos Totales |
| Pos. | Equipo     | jugados    | ganados    | empatados  | perdidos   | a favor | en contra | diferencia | Puntos Bonus | Puntos Totales |
| ---- | ---------- | ---------- | ---------- | ---------- | ---------- | ------- | --------- | ---------- | ------------ | -------------- |
| 1    | Francia    | 5          | 4          | 0          | 1          | 198     | 103       | +95        | 4            | 20             |
| 2    | Inglaterra | 5          | 4          | 0          | 1          | 149     | 73        | +76        | 2            | 18             |
| 3    | Gales      | 5          | 3          | 0          | 2          | 94      | 133       | -39        | 0            | 12             |
| 4    | Italia     | 5          | 2          | 0          | 3          | 84      | 133       | -49        | 2            | 10             |
| 5    | Escocia    | 5          | 1          | 0          | 4          | 105     | 169       | -64        | 3            | 7              |
| 6    | Irlanda    | 5          | 1          | 0          | 4          | 72      | 91        | -19        | 2            | 6              |

Nota: Se otorgan 4 puntos al equipo que gane un partido, 2 al que empate y 0 al que pierda
Puntos Bonus: 1 punto por convertir 4 tries o más en un partido y 1 al equipo que pierda por no más de 7 tantos de diferencia
3 puntos extras si un equipo logra el Gran Slam

## Resultados

### Primera fecha
| 30 de enero | Irlanda | 3 - 19 | Inglaterra |  |  |

| 31 de enero | Escocia | 10 - 22 | Italia |  |  |

| 1 de febrero | Francia | 63 - 19 | Gales |  |  |

### Segunda fecha
| 7 de febrero | Italia | 18 - 20 | Gales |  |  |

| 7 de febrero | Inglaterra | 27 - 10 | Francia |  |  |

| 8 de febrero | Escocia | 15 - 33 | Irlanda |  |  |

### Tercera fecha
| 21 de febrero | Inglaterra | 57 - 13 | Escocia |  |  |

| 21 de febrero | Gales | 20 - 12 | Irlanda |  |  |

| 22 de febrero | Italia | 5 - 58 | Francia |  |  |

### Cuarta fecha
| 7 de marzo | Escocia | 27 - 12 | Gales |  |  |

| 7 de marzo | Inglaterra | 33 - 24 | Italia |  |  |

| 7 de marzo | Irlanda | 12 - 22 | Francia |  |  |

### Quinta fecha
| 14 de marzo | Gales | 23 - 13 | Inglaterra |  |  |

| 14 de marzo | Italia | 15 - 12 | Irlanda |  |  |

| 14 de marzo | Francia | 45 - 40 | Escocia |  |  |

| Bandera de Francia |
| Campeón Francia    |
| Cuarto título      |